# Colwyn Trevarthen
Colwyn Trevarthen (ur. 2 marca 1931, zm. 1 lipca 2024) – nowozelandzki psycholog, profesor Uniwersytetu Edynburskiego. 
Specjalizuje się w psychologii rozwoju człowieka, a zwłaszcza w psychologii małego dziecka. W zakres jego zainteresowań badawczych wchodzi neuropsychologia, rozwój komunikacji u małych dzieci, rozwój mózgu oraz komunikacja za pomocą gestów i muzyki. Szczególne miejsce w jego badaniach zajmuje rozwój intersubiektywności u noworodków, a więc podzielanie wspólnych znaczeń, które powstaje w wyniku wzajemnych interakcji pomiędzy noworodkiem a osobą dorosłą (rodzicem).

## Badania na noworodkach, niemowlętach i małych dzieciach
Trevarthen rozpoczął badania nad komunikacją noworodków przebywając na Uniwersytecie Harvarda w Stanach Zjednoczonych, gdzie współpracował między innymi z J. Brunerem. Jednym z najbardziej doniosłych badań przeprowadzonych przez tego uczonego był eksperyment wykonany wspólnie z Lynne Murray w którym interakcje pomiędzy ośmiotygodniowymi niemowlętami i ich matkami odbywały się za pośrednictwem kamer i monitorów telewizyjnych. Wykazano, że już niemowlęta na tak wczesnym etapie rozwoju potrafią odróżnić rzeczywistą interakcję z matką (odbywającą się poprzez sprzęt elektroniczny) od interakcji pozornej (czyli puszczanego im nagrania video w którym matka odzywa się do dziecka). Doniosłość tego badania polega na przedstawieniu dowodów na rzecz tezy, zgodnie z którą już kilkutygodniowe dzieci są aktywnymi podmiotami komunikacji.